# Martti Mölsä
Martti Mölsä, född 2 april 1952 i Kihniö, är en finländsk politiker (Blå framtid, tidigare Sannfinländarna). Han har bakgrund som företagare och byggmästare.
Mölsa blev invald i riksdagen i riksdagsvalet 2011 med 4 423 röster från Birkalands valkrets.